# 鲍勃·哈里森
罗伯特·威廉·哈里森（英語：Robert William Harrison，1927年8月12日—），美国NBA联盟前职业篮球运动员。